# Andrea G. Pinketts
Andrea G. Pinketts (Milão, 12 de agosto de 1961 – Milão, 20 de dezembro de 2018) foi um escritor italiano.